# Férfi 10 méteres toronyugrás a 2013-as nyári universiadén
A 2013-as nyári universiadén a műugrás férfi 10 méteres toronyugrás versenyszámát július 9. és 10. között rendezték meg a Vízisportok Palotájában (Aquatics Palace).

## Versenynaptár
Az időpontok helyi idő szerint, zárójelben magyar idő szerint olvashatóak.
| Dátum                    | Időpont       | Forduló   |
| ------------------------ | ------------- | --------- |
| 2013. július 9., kedd    | 17:35 (15:35) | Selejtező |
| 2013. július 10., szerda | 12:00 (10:00) | Elődöntő  |
| 2013. július 10., szerda | 15:30 (13:30) | Döntő     |

## Eredmény
| #  | Név               | Ország                          | Selejtező | Selejtező | Elődöntő | Elődöntő | Döntő   | Döntő  |
| #  | Név               | Ország                          | Rangsor   | Pontok    | Rangsor  | Pontok   | Rangsor | Pontok |
| -- | ----------------- | ------------------------------- | --------- | --------- | -------- | -------- | ------- | ------ |
|    | Huo Liang         | Kína (CHN)                      | 489,60    | 2         | 507,65   | 1        | 531,25  | 1      |
|    | Vu Csün           | Kína (CHN)                      | 499,05    | 1         | 399,45   | 6        | 520,40  | 2      |
|    | Viktor Minyibajev | Oroszország (RUS)               | 481,25    | 4         | 470,30   | 3        | 519,00  | 3      |
| 4  | Germán Sánchez    | Mexikó (MEX)                    | 441,80    | 5         | 499,35   | 2        | 514,00  | 4      |
| 5  | Iván García       | Mexikó (MEX)                    | 488,95    | 3         | 462,00   | 4        | 478,75  | 5      |
| 6  | Szergej Nazin     | Oroszország (RUS)               | 397,75    | 7         | 420,10   | 5        | 478,45  | 6      |
| 7  | Pak Csiho         | Dél-Korea (KOR)                 | 361,70    | 9         | 362,35   | 8        | 399,40  | 7      |
| 8  | Ooi Tze Liang     | Malajzia (MAS)                  | 405,25    | 6         | 393,80   | 7        | 381,00  | 8      |
| 9  | Florian Fandler   | Németország (GER)               | 342,15    | 11        | 331,25   | 12       | 353,65  | 9      |
| 10 | Espen Valheim     | Norvégia (NOR)                  | 337,85    | 12        | 351,30   | 10       | 347,55  | 10     |
| 11 | Christian Picker  | Németország (GER)               | 337,40    | 13        | 353,15   | 9        | 322,90  | 11     |
| 12 | Casey Johnson     | Amerikai Egyesült Államok (USA) | 317,80    | 15        | 331,90   | 11       | 286,70  | 12     |
|    |                   |                                 |           |           |          |          |         |        |
| 13 | Hagita Takuma     | Japán (JPN)                     | 335,70    | 14        | 328,60   | 13       |         |        |
| 14 | Kim Dzsinjong     | Dél-Korea (KOR)                 | 347,50    | 10        | 322,45   | 14       |         |        |
| 15 | Conor Murphy      | Amerikai Egyesült Államok (USA) | 282,30    | 16        | 321,10   | 15       |         |        |
|    |                   |                                 |           |           |          |          |         |        |
| 16 | Jing Hung         | Kína (CHN)                      | 381,90    | 8         |          |          |         |        |